# چشم مرکب (نواندیشی از نگاه شعر معاصر)
چشم مرکب (نواندیشی از نگاه شعر معاصر) نوشته‌ای است از محمد مختاری که به نقد و بررسی و عملکرد شعر معاصر اختصاص دارد. در این اثر موضوع‌ها و محورهای عمومی شعر معاصر فارسی در حوزه زیبایی‌شناسی، نواندیشی، ابداع و نظایر آن بررسی می‌شود. گوناگونی و ناهمگونی، شعر و اندیشه سیاسی، سنخ‌شناسی زبان ستیز، معاصر بودن شعر و بصیرت فرهنگی و ابداع و گسترش یا تولید مصرف شعر از موضوعات این کتاب هستند.

## ساختار و درون‌مایه کتاب
محمد مختاری در مقدمه دربارهٔ کتاب می‌نویسد: 
"چشم مرکب دنباله‌ای است بر انسان در شعر معاصر. زنده نام محمد مختاری که در نقد شعر و جایگاه این گونهٔ هنری در فرهنگ معاصر نیز دستی توانا و نگاهی کاونده و آینده نگر داشت، «چشم مرکب» را ابزار ضرور نواندیشی در شعر معاصر می داند و در تعریف آن می‌گوید: چشمی است که کارکردش فرورفتن و برآمدن در همه پیچ و خمها و پستوهای تاریک و روشن درون و بیرون است. درون و بیرونی که همواره دستخوش موجی نامعین و ناگهانی است. این چشم، هم یک دستاورد تازه و هم یک ناگزیری تازه برای دیدن است. از این رو فرو رفتنش در دل فضای معاصر که در کشور ما زادهٔ انقلاب و تحولات پسین و پیامدهای آن است، نشان تحیر نیست. بلکه نمودار کاوش برای بازیافت خویش و دیدن گونه گون حقیقت ماست. با چنین چشمی است که انسان تنوع و کثرت را می‌بیند و هم در تنوع و کثرت دیده می‌شود."

## فهرست کتاب
- دیباچه
- گاه شمار زندگی و آثار محمد مختاری
- چشم مرکب (نواندیشی از نگاه معاصر)
- یادداشت
- ۱. چشم مرکب
- ۲. گوناگونی و ناهمگونی
- ۳. شعر و اندیشه سیاسی
- ۴. سنخ‌شناسی زبان ستیز
- ۵. معاصر بودن (شعر و بصیرت فرهنگی)
- ۶. ابداع و گسترش یا تولید و مصرف شعر
- ۷. ساخت تأمل

## وضعیت کتاب
این کتاب نخست در بهمن ماه سال ۱۳۷۸ توسط انتشارات توس چاپ شد. چاپ دوم آن نیز در اسفند سال ۱۳۹۳ توسط انتشارات مذکور انجام گرفت.